# Legale Marxisten
Als Legale Marxisten wurden in Russland gegen Ende des 19. Jahrhunderts (1894–1899/1901) sozialwissenschaftliche Publizisten bezeichnet, die aus dem Marxismus ableiteten, dass Russland eine allmähliche kapitalistische Entwicklung bevorstehe. Da sie die Bewegung der Volkstümler ablehnten und tendenziell reformistisch orientiert waren, revolutionäre Marxisten sich im Exil befanden, und keine Bindung zu größeren Teilen der Bevölkerung bestand, wurde ihnen kurzzeitig die legale Veröffentlichung bestimmter marxistisch-argumentierender Werke im Zarismus ermöglicht, um die oppositionelle Bewegung der Volkstümler, die ebenfalls zum Teil von marxistischen Ideen beeinflusst war, zu schwächen. Tony Cliff schreibt diesbezüglich:
„Schon während der 1880er Jahre riet ein Agent der Geheimpolizei seinen Vorgesetzten dazu, den Aufbau der marxistischen Kräfte als Gegenstück zu den gefährlicheren Volkstümlern zu erlauben. Da die meisten marxistischen Schriften irgendwie die Volkstümelei in Mißkredit brachten, vermuteten die Beamten, sie würden dabei helfen, die wichtigere Ideologie des Widerstands auszurotten. Von den Marxisten selbst erwartete die Regierung keine Probleme. In typischer Weise äußerte ein Polizeioberst aus Nischni Nowgorod die Meinung, daß sie „zur Zeit nicht gefährlich sind“; und ein Petersburger Staatsanwalt betrachtete sie als „bislang bloß Theoretiker“.“
Als bekanntester Vertreter der legalen Marxisten gilt Peter Struve. Seine Schrift „Kritische Notizen über die ökonomische Entwicklung Rußlands“ beinhaltete neben einer Kritik der Volkstümelei auch eine Rechtfertigung des Kapitalismus in Russland. Später neigten die legalen Marxisten politisch dem Liberalismus zu und lehnten die Machtergreifung Lenins im Oktober 1917 als kulturell und sozialökonomisch verfrüht ab.

## Andere Marxisten in der Legalitätsphase
In den Jahrbüchern, Sammelbänden u. ä. der legalen Marxisten veröffentlichten anfangs auch Plechanow und Lenin, bis eigene Publikationen durch die Sozialdemokratische Arbeiterpartei Russlands entstanden. Lenin war aus dem Exil heraus ebenfalls die Veröffentlichung seines umfassenden Werkes „Die Entwicklung des Kapitalismus in Rußland“ (1899) möglich. Lenin grenzte sich schon zu dieser Zeit ausdrücklich von anderen legal veröffentlichten Texten, die marxistische Theorien aufgriffen, ab. Bei Plechanov sind hingegen Sympathien mit bestimmten Standpunkten der legalen Marxisten ausmachbar.

## Werke während der legalen Phase in Russland von 1894 bis 1899
- Peter Struve, Kritische Notizen über die ökonomische Entwicklung Rußlands, 1894.
- Lenin, Die Entwicklung des Kapitalismus in Rußland, 1899.
- Engels, Der Ursprung der Familie, des Privateigentums und des Staats, 1884/1894 auf Russisch.